# Emil Noll
Emil Noll (* 21. November 1978 in Kinshasa, DR Kongo) ist ein deutscher Fußballspieler, der auch die kongolesische Staatsbürgerschaft besitzt.

## Karriere
Der Sohn einer kongolesischen Mutter und eines deutschen Vaters zog mit seiner Familie aus dem Kongo nach Neu-Ulm, als er fünf Jahre alt war. In der Jugend und in den ersten Jahren im Seniorenfußball spielte er in Vereinen in der Umgebung von Neu-Ulm. 
2002 wechselte er dann zum ersten Mal in eine höhere Liga zum Regionalligisten VfR Aalen, bei dem sich der großgewachsene Abwehrspieler sofort etablieren konnte. Nach weiteren zwei Jahren verpflichtete ihn der Zweitligist Alemannia Aachen für drei Jahre. Auch dort spielte er sich schnell fest in die Mannschaft, nachdem seine Position nach einem kurzfristigen Spielerwechsel frei geworden war. Er erreichte mit dem Verein die zweite Runde im UEFA-Cup, für den man sich durch das Erreichen des Pokalfinales im Vorjahr qualifiziert hatte. In der Saison 2005/06 half Noll als Stammspieler auf der linken Seite der Vierer-Abwehrkette, den Aufstieg der Alemannia in die Bundesliga zu sichern. 
Nachdem er in der Bundesliga in der Hinrunde nur noch sporadisch zum Einsatz gekommen war, wechselte er in der Winterpause der Saison 2006/07 zum Zweitligisten TuS Koblenz, den er nach Saisonende wieder verließ. Zur Spielzeit 2007/08 ging Noll zum Zweitligisten SC Paderborn. Nachdem dieser aber in die 3. Liga abgestiegen war, unterschrieb er zur folgenden Saison 2008/09 einen Vertrag beim FSV Frankfurt, bei dem er auf 30 Spiele in der 2. Liga kam. In der Sommerpause 2009 wechselte er zum liechtensteinischen Fußballverein FC Vaduz. Dort gewann Noll den Liechtensteiner Cup im Finalspiel gegen USV Eschen-Mauren.
In der Sommerpause 2010 wechselte Noll zum polnischen Erstligisten Arka Gdynia. Nachdem er mit dem Team aus der Ekstraklasa abgestiegen war, wurde sein Vertrag aufgelöst. Im August unterschrieb er einen Vertrag bei Pogoń Stettin aus der Zweiten Liga. Im Sommer 2012 stieg er mit dem Verein in die Ekstraklasa auf.
Sein Vertrag, der im Sommer 2013 auslief, wurde nicht verlängert und Noll ging zum FC 08 Homburg in die deutsche Regionalliga. Nach Saisonende 2015/16 wurde er verabschiedet.